# Чжан Яньцин (политик)
Чжан Яньцин (кит. трад. 張燕卿, упр. Zhang Yanqing, 1898—1951) — политический деятель третий министр иностранных дел Маньчжоу-го. Его отец Чжан Чжидун был видным чиновником династии Цин, а его брат Чжан Жэньли был членом реорганизованного национального правительства Китайской Республики.

## Биография
Уроженец провинций Хэбэй около Тяньцзинь. Чжан изучал иностранные языки в Циндао, прежде чем переехать в Японию, чтобы учиться в Гакушуин школе пэров в 1920 году. По возвращении в Китай в 1922 году его назначили мэром Вафандянь в провинции Ляонин, а в 1924 году был назначен губернатором уезда Чжэндин. Затем он стал губернатором Тяньцзиня в 1925 году в правительстве Бэйяна. В 1926 году городу был присвоен статус особой провинции, а Чжан был удостоен должности начальника полиции Хэбэя. В следующем году он также стал советником Министерства транспорта и заместителем председателя совета обороны провинции Гирин в Маньчжурии. Он переехал в Чанчунь, чтобы возглавить департамент экономического развития Гирин.
После Мукденского инцидента в сентябре 1931 года Чжан помогает командующим Армией провинции Гирин генерал-лейтенанту Си Ця провозгласить независимость Кирин от Китая и помогая таким образом японской армии мирно оккупировать город Кирин. После провозглашения государства Маньчжоу-Го Чжан стал членом сената и решительно поддерживает установление монархии в противовес Цзана Шии который более благосклонен к республиканскому строю. В марте 1932 года Чжан был назначен на должность министра промышленности на уровне кабинета министров. В июле 1932 года Чжан был назначен на должность секретаря партии Общество Согласия. В мае 1935 года он сменил Се Цзеши посту министра иностранных дел и занимал этот пост до мая 1937 года.
После падения Маньчжоу-го Чжан бежал в Японию с помощью соратников Тоямы Мицуру где он и умер в 1951 году в возрасте 54 лет.